# Língua pukapuka
Pukapuka é uma língua Polinésia que se desenvolveu isoladamente na ilha de Pukapuka (“Ilha do Perigo”) no grupo norte das Ilhas Cook. Como uma linguagem "Samoica Outlier" (das ilhas periféricas polinésias) com fortes ligações com a Polinésia ocidental, O Pukapuka não está intimamente relacionado com quaisquer outras línguas das Ilhas Cook, mas manifesta empréstimos substanciais de alguma fonte da Polinésia Oriental da antiguidade.
Pesquisas recentes sugerem que as línguas de Pukapuka, Tokelau e Tuvalu se agrupam como um cluster, e como tal tiveram influência significativa em vários dos outliers polinésios, como Tikopia e Anuta, Pileni, Sikaiana (todos nas Ilhas Salomão) e Takuu ( ao largo da costa de Bougainville, Papua-Nova-Guiné) Há também evidências de que Pukapuka teve contato pré-histórico com a Micronésia, já que há um grande número de palavras em Pukapuka que parecem ser empréstimos de Kiribati .

## Falantes
Pukapukan também é conhecido como "te leo Wale" ("a linguagem do Lar") em referência ao nome da ilhota do norte onde as pessoas vivem. A população de atóis diminuiu de cerca de 750 no início dos anos 90 para menos de 500 desde o ciclone em 2005. A alfabetização na língua Pukapukan foi introduzida na escola nos anos 80, resultando numa melhoria na qualidade da educação no atol.
A língua é falada por mais de 4 mil pessoas, a grande maioria vivendo em um número de comunidades migrantes na Nova Zelândia e na Austrália. Um dicionário bilíngue foi iniciado pelos professores da escola na ilha e concluído em Auckland dentro da comunidade Pukapukan. . Um estudo aprofundado da língua resultou numa gramática de referência (Mary Salisbury, A Grammar of Pukapukan, Universidade de Auckland, 2003 700pp.).
A publicação mais significativa na língua Pukapuka será a "Puka Yā" (Bíblia), com o Novo Testamento esperado para ser publicado em 2019.

## História
Pukapukan, também conhecido como Bukabukan, é a língua falada no atol de coral de Pukapuka, localizado na seção norte das Ilhas Cook (Beaglehole 1906-1965). Pukapukan compartilha menor inteligibilidade com sua língua nacional de Ilhas Maori, e possui fortes ligações com as culturas vizinhas da Polinésia Ocidental, especificamente Samoa.
A ilha de Pukapuka é uma das ilhas mais remotas das Ilhas Cook. Há evidências de que os seres humanos habitaram o atol há cerca de 2000 anos, mas não está claro se ele foi continuamente habitado. Pode ser certo que um acordo final tenha ocorrido por volta de 1300 dC a partir da Polinésia Ocidental. A tradição oral local registra que enormes ondas geradas por um ciclone severo invadiram a ilha e mataram a maioria dos habitantes, com exceção de 15 a 17 homens, 2 mulheres e um número desconhecido de crianças. Uma interpretação recente de genealogias sugere que essa catástrofe ocorreu por volta de 1700 dC. Foi destes sobreviventes que a ilha foi repovoada.
A ilha foi uma das primeiras das Ilhas Cook a ser descoberta pelos europeus, no domingo 20 de agosto de 1595 pelo explorador espanhol Alvaro Mendana.

### População
A língua de Pukapukan não é falada apenas na ilha de Pukapuka, mas também nas vizinhas Ilhas Cook, Nova Zelândia e Austrália. Hoje a população de Pukapuka diminuiu tendo apenas algumas centenas de falantes nativos. Conforme o censo de 2001, havia apenas cerca de 644 falantes em Pukapuka e sua ilha de plantio de Nassau. No censo de 2011, há agora apenas 450 falantes devido a um ciclone devastador que atingiu a ilha de Pukapuka em 2005. Há um total de 2.400 falantes em todo o mundo, incluindo aqueles que vivem em Pukapuka e os 200 falantes em Rarotonga, a ilha mais populosa das Ilhas Cook.

### Classificação
Pukapuka é uma língua Austronésia (Ethnologue 2013). Embora agrupada os idiomas das Ilhas Cook, a língua mostra influência da Polinésia Oriental e Ocidental.

## Fonologia

### Alfabeto
Existem 15 letras no alfabeto Pukapuka - cinco vogais e 10 consoantes. O dígrafo 'ng' ocorre no lugar que G ocupa no alfabeto inglês: a, e, ng, i, k, l, m, n, o, p, t, u, v, w, y

### Fonologia
Os fonemas consoantes em Pukapuka são: / p, t, k, v, w, y, m, n, ŋ, l / (Teingoa 1993).
As letras "y" e "w" não estão na língua Maori das Ilhas Cook, mas são adições ao Pukapukan. O semivogal / w / e a aspirante dental palatizada / y /, em geral, refletem * f e * s, respectivamente. O som de "y" em Pukapukan na verdade age de maneira um pouco diferente e é difícil para os falantes não-nativos se pronunciarem. É pronunciado como "th" em inglês "this, other".
- wano, irá
- wou, novo
- mulher, mulher
- yinga, cair
- nariz
- tayi, um

### Vogais
Os vogais em Pukapuka são e / a /, / e /, / i /, / o / e / u /. Todas as vogais têm dois sons, um som longo e um curto. O comprimento de um vogal é indicado escrevendo um macron acima de cada vogal.
- papa, rocha
- papa, europeu
- pāpā, pai
- pāpa, crewcut (penteado)

Em Pukapuka, é seguro dizer que cada sílaba termina com um vogal, cada vogal é pronunciada e não há sons ditongais.

## Gramática

### Ordem das palavras
Pukapuka usa as duas ordens de palavras distintas de Verbo-Sujeito-Objeto e Verbo-Objeto-Sujeito, embora esteja claro que o VSO é usado mais comumente. Adjetivos sempre seguem seus substantivos em Pukapuka.  Waka-  é frequentemente usado como um prefixo causativo nas línguas austronésias, mas em Pukapuka tem várias funcionalidades. Devido à influência de Rarotonga, "waka-" é encurtado para "aka-", enquanto "waka-" é visto como mais formal (Teingoa, 1993).
Substantivos prefixados por waka- se tornaram verbos com significados semelhantes:
- au, paz; waka-au, para fazer a paz
- sol, sol; waka-lā, pôr ao sol secar
- ela; cunha; wakaela, para calçar

Adjetivos prefixados por waka se tornam verbos transitivos:
- yako, em linha reta; waka-yako, endireitar
- kokoi, afiado; waka-kokoi, para aguçar

Alguns verbos prefixados por waka- têm significados especializados que se tornam um tanto difíceis de prever a partir do significado base.
- yā, sagrado; waka-ya, observar como sagrado
- pono, com certeza; waka-pono, para decidir finalizar

### Reduplicação
Como muitas outras línguas polinésias, Pukapukan usa muitas reduplicações totais e parciais, algumas vezes para enfatizar uma palavra ou dar-lhe um novo significado.
- couve, onda / surf; kale-le, ressaca do mar (ondas entrando e outras recuando)
- kapa, bater palmas em ritmo; kapa-kapa, para bater asas

### Numerais
tayi "um"
lua “dois”
tolu “três”
wa "four"
Lima "cinco"
ono "seis"
witu "sete"
valor “oito”
iva “nove”
katoa / laungaulu “dez”
Pukapukan usa dois sistemas de contagem diferentes na linguagem; a "uma unidade" e a "duas unidades". Os classificadores numéricos também são usados como prefixos para números acima de dez e objetos diferentes.
A "unidade unitária" usa sua palavra para dez "laungaulu" e acrescenta o número "uma unidade" (Teingoa, 1993).
- 18 - laungaulu ma valu (dez e oito)

Para números acima de dezenove, os números da unidade única são usados.
- 30 - lau tolu (dois três)
- 40 - lau wa (dois quatro)

A "duas unidades" é derivada da "unidade unitária".

## Vocabulário

### Indígena
kāvatavata “barulho feito por estalar a língua”
Pōiva “nome de um ancestral deificado”
pulu “a batata da perna”
Yāmatangi "oração por um vento justo"

### Origem externa
Pukapuka não está intimamente relacionado com outras línguas das Ilhas Cook, mas mostra empréstimos substanciais das línguas polinésias orientais, como Rarotongan. De fato, porque não há "r" em Pukapuka "l" toma seu lugar nos empréstimos Rarotongan (Teingoa 1993).
| Rarotonga | Lalotonga | Rarotonga | - tocha Lama rama | - | pressa | limalima | rimarima | - | irritado | lili | riri | - | verter Ililingi | riringi |

### Homófonos
Pukapuka usa muitos homófonos em seu vocabulário normalmente para dar nomes a novas palavras ou itens com significados de origem similares (Beaglehole 1906-1965).
kapa
1. v. bater palmas em ritmo
2. v. chorar alto
3. n. canto

ata
1. n. um choque emocional
2. n. sombra
3. n. Alvorecer
4. v. para mudar de cor
5. Prefixo Verbal: bom em, hábil em

lulu
1. v. amarrar
2. n. Pacote, aldeia, grupo, equipe
3. n. Nome de uma preparação de taro
4. n. Nome de um pássaro

## Extinção

### Materiais
Há uma lista limitada quando se trata da língua de Pukapuka Embora, hoje falantes da língua, moradores de Pukapuka, e especialmente os professores da ilha, estão trabalhando para reunir livros e recursos dedicados ao ensino e estrutura de Pukapuka. Colaborativamente, os habitantes da ilha também estão trabalhando para trazer de volta à sua própria comunidade desde o devastador Ciyclone Percy em 2005. Desde 2005, foram necessários quase 6 anos para reconstruir suas comunidades (Pasifika 2009). Atualmente, há um número seleto de manuscritos e dicionários no idioma de Pukapuka, mas sua cultura é mantida viva através de colaborações de música e dança em todo o Pacífico e sites como o YouTube.

### Vitalidade
De acordo com o Ethnologue, Pukapuka é considerado uma língua ameaçada de extinção e sua “transmissão entre gerações está em processo de ser quebrada. Porém, umaa geração de crianças ainda pode usar a línguagem, então é possível que os esforços de revitalização possam restaurar a transmissão da linguagem em casa
(Ethnologue 2013). Falantes de Pukapuka, especialmente as crianças são multilinguas em Inglês e no Maori das Ilhas Cook, mas o Inglês é raramente falado fora das escolas e muitas aulas são ensinadas em Pukapuka. Hoje, os esforços de revitalização de Pukapuka estão em andamento (Pasifika 2009).
O Pukapuka é considerado uma forma do Maori das Ilhas Cook Maori para fins legais.